# 2021-es magyar atlétikai bajnokság
A 2021-as magyar atlétikai bajnokság a 126. bajnokság volt.

## Időpontok
- téli dobó bajnokság: március 6., Szombathely
- maraton: március 7., Debrecen
- 50 km gyaloglás: március 20., Gyűgy
- mezeifutás: március 21., Kecskemét
- 20 km-es gyaloglás: április 18., Békéscsaba
- váltó bajnokság: május 8., Kecskemét
- többpróba: június 19-20., Székesfehérvár
- pályabajnokság: június 26-27., Debrecen
- félmaraton: szeptember 12., Székesfehérvár
- 10 000 m: szeptember 19, Budapest
- 35 km gyaloglás: október 3., Budapest

## Eredmények

### Férfiak
| Versenyszám            | Arany                                                                      | Arany                        | Ezüst                                                                | Ezüst                        | Bronz                                                                     | Bronz                             |
| ---------------------- | -------------------------------------------------------------------------- | ---------------------------- | -------------------------------------------------------------------- | ---------------------------- | ------------------------------------------------------------------------- | --------------------------------- |
| 100 m                  | Illovszky Dominik Bp. Honvéd                                               | 10,51                        | Máté Tamás Ferencvárosi TC                                           | 10,51                        | Haufe Rajmund Ferencvárosi TC                                             | 10,66                             |
| 200 m                  | Máté Tamás Ferencvárosi TC                                                 | 20,98                        | Haufe Rajmund Ferencvárosi TC                                        | 21,54                        | Wahl Zoltán Budafoki MTE                                                  | 21,54                             |
| 400 m                  | Molnár Attila Sportolj Velünk SE                                           | 47,08                        | Enyingi Patrik Ferencvárosi TC                                       | 47,74                        | Steigerwald Ernő Békéscsabai AC                                           | 48,12                             |
| 800 m                  | Vindics Balázs Újpesti TE                                                  | 1:47,59                      | Együd Máté TFSE                                                      | 1:48,40                      | Kazi Tamás Ferencvárosi TC                                                | 1:48,88                           |
| 1500 m                 | Szögi István Sportolj Velünk SE                                            | 3:40,38                      | Pápai Márton Gödöllői EAC                                            | 3:41,07                      | Kiss Gergő Sportolj Velünk SE                                             | 3:47,29                           |
| 5000 m                 | Szemerei Levente Szekszárdi Sportközpont                                   | 14:19,90                     | Farkas Dárius BEAC                                                   | 14:27,04                     | Csere Gáspár BEAC                                                         | 14:34,23                          |
| 10 000 m               | Szemerei Levente Szekszárdi Sportközpont                                   | 29:24.26                     | Vörös Márk Újpesti TE                                                | 29:54.55                     | Farkas Dárius BEAC                                                        | 29:57,96                          |
| maraton                | Jenkei Péter Vasas                                                         | 2:18:52                      | Bódis Tamás Postás SE                                                | 2:24:22                      | Tugyi Levente Diósgyőri VTK                                               | 2:29:30                           |
| 110 m gát              | Szűcs Valdó Zalaegerszegi AC                                               | 13,38                        | Baji Balázs Bp. Honvéd                                               | 13,58                        | Szeles Bálint Egri Sportiskola SE                                         | 13,97                             |
| 400 m gát              | Koroknai Máté Debreceni SC-SI                                              | 49,77                        | Csókás Nikolasz Alba Regia AK                                        | 52,15                        | Koroknai Tibor Debreceni SC-SI                                            | 52,21                             |
| 3000 m akadály         | Palkovits István Kecskeméti ARC                                            | 8:32,92                      | Szemerei Levente Szekszárdi Sportközpont                             | 8:53,56                      | Kovács Ferenc Soma Sportolj Velünk SE                                     | 9:03,39                           |
| 4 × 100 m              | Kádasi Zalán Nagy Richárd Illovszky Dominik Osztrogonácz András Bp. Honvéd | 40,47                        | Haufe Rajmund Máté Tamás Enyingi Patrik Varga Dániel Ferencvárosi TC | 40,69                        | Kállai Balázs Less Dávid Orosz Bence Tóth Kristóf Bp. Honvéd              | 42,45                             |
| 4 × 200 m váltó        | Kádasi Zalán Orosz Zoltán Czipó Marcell Osztrogonácz András Bp. Honvéd     | 1:26,15                      | Tamás Máté Soos Levente Tóth Zsombor Mihály Ádám Gödöllői EAC        | 1:31,43                      | Varga Bercel Nabilek Péter Gábris Dávid Kasoly Benedek KSI                | 1:32,51                           |
| 4 × 400 m              | Kubasi János Szögi István Kiss Gergő Molnár Attila Sportolj Velünk         | 3:14,90                      | Varga Dániel Tarlukács Ádám Máté Tamás Kazi Tamás Ferencvárosi TC    | 3:15,48                      | Farkas Bálint Birovecz Bátor Péter Sánta Balázs Vindics Balázs Újpesti TE | 3:18,32                           |
| 4 × 800 m váltó        | Sós Barnabás Pálvölgyi Levente K. Nagy Tamás Kovács Marcell Ikarus BSE     | 7:51,92                      | Kasoly Benedek Gábris Dávid Varga Bercel Horváth Csongor KSI         | 8:16,28                      | Háder Olivér Rókus Gellért Játékos Ádám Árvai Róbert Tatabánya SC         | 8:24,89                           |
| 5000 m gyaloglás       | Srp Miklós Bp. Honvéd                                                      | 21:00,80                     | Tokodi Dávid Ferencvárosi TC                                         | 21:33,18                     | Tóth Norbert Hunyadi DSE                                                  | 22:39,99                          |
| 20 km gyaloglás        | Helebrandt Máté Nyíregyházi SC                                             | 1:24:08                      | Venyercsán Bence Bp. Honvéd                                          | 1:25:54                      | Srp Miklós Bp. Honvéd                                                     | 1:26:35                           |
| 35 km gyaloglás        | Venyercsán Bence Bp. Honvéd                                                | 2:42:59                      | Srp Miklós Bp. Honvéd                                                | 2:57:28                      | Tóth Norbert Hunyadi DSE                                                  | 3:08:05                           |
| 50 km gyaloglás        | Venyercsán Bence Bp. Honvéd                                                | 3:52:03                      | Srp Miklós Bp. Honvéd                                                | 3:57:57                      | Tokodi Dávid Ferencvárosi TC                                              | 4:05:57                           |
| magasugrás             | Jankovics Dániel MTK                                                       | 2,19 m                       | Bakosi Péter Nyíregyházi SC                                          | 2,16 m                       | Hodossy-Takács Sámuel Debreceni SC-SI                                     | 2,12 m                            |
| rúdugrás               | Nagy Marcell MTK                                                           | 5,00 m                       | Mihály Ádám Gödöllői EAC                                             | 5,00 m                       | Böndör Márton AC Bonyhád                                                  | 4,60 m                            |
| távolugrás             | Pázmándi Dominik Szolnoki MÁV                                              | 7,65 m                       | Galambos Tibor Ferencvárosi TC                                       | 7,44 m                       | Virovecz István Ferencvárosi TC                                           | 7,41 m                            |
| hármasugrás            | Szenderffy Dániel VS Dunakeszi                                             | 15,73 m                      | Galambos Tibor Ferencvárosi TC                                       | 15,52 m                      | Pap Kristóf Ferencvárosi TC                                               | 15,25 m                           |
| súlylökés              | Tóth Balázs Nyíregyházi SC                                                 | 17,74 m                      | Kovács László Ikarus BSE                                             | 17,64 m                      | Detrik Balázs Ikarus BSE                                                  | 16,91 m                           |
| diszkoszvetés          | Huszák János Ferencvárosi TC                                               | 63,31 m                      | Szikszai Róbert Nyíregyházi SC                                       | 60,02 m                      | Káplár János Nyíregyházi SC                                               | 53,84 m                           |
| kalapácsvetés          | Halász Bence Dobó SE                                                       | 76,15 m                      | Rába Dániel Dobó SE                                                  | 75,37 m                      | Pásztor Bence VEDAC                                                       | 71,65 m                           |
| gerelyhajítás          | Rivasz-Tóth Norbert Szolnoki MÁV                                           | 77,99 m                      | Kovács Noel Ikarus BSE                                               | 68,44 m                      | Rab Attila Ikarus BSE                                                     | 67,95 m                           |
| tízpróba               | Tóth Zsombor Gödöllői EAC                                                  |                              | Kriszt Botond Gödöllői EAC                                           | 6197                         | Raffai Péter TFSE                                                         | 6125                              |
| tízpróba csapat        | Tóth Zsombor Kriszt Botond Szamosi András Gödöllői EAC                     | 19 889                       | Gábris Dávid Varga Bercel Gladys Bálint KSI                          | 16 254                       | Kútsági Bálint Gereczi Botond Kurucz Gergely ELTE SE Sashegyi Gepárdok    | 9904                              |
| félmaraton             | Csere Gáspár BEAC                                                          | 1:06:58                      | Farkas Dárius BEAC                                                   | 1:08:33                      | Lomb Ádám Pécsi VSK                                                       | 1:08:38                           |
| félmaraton csapat      | Csere Gáspár Farkas Dárius Dani Áron BEAC                                  | 3:31:00                      | Lomb Ádám Jakab András Baumholczer Máté Pécsi VSK                    | 3:34:48                      | Nagy Péter Bulitka László Iván Levente Diósgyőri VTK                      | 3:45:35                           |
| maraton csapat         | Tugyi Levente Nagy Péter Iván Levente Diósgyőri VTK                        | 7:41:52                      | Több induló nem volt.                                                | Több induló nem volt.        | Több induló nem volt.                                                     | Több induló nem volt.             |
| 20 km gyaloglás csapat | Venyercsán Bence Srp Miklós Kovács András Bp. Honvéd                       | 4:43:20                      | Papp Ferenc Fábián András Farkas Ádám Szegedi VSE                    | 5:38:17                      | Több célbaérkező csapat nem volt.                                         | Több célbaérkező csapat nem volt. |
| 35 km gyaloglás csapat | Venyercsán Bence Srp Miklós Kovács András Bp. Honvéd                       | 9:11:12                      | Több induló nem volt.                                                | Több induló nem volt.        | Több induló nem volt.                                                     | Több induló nem volt.             |
| 50 km gyaloglás csapat | Nem volt célbaérkező csapat.                                               | Nem volt célbaérkező csapat. | Nem volt célbaérkező csapat.                                         | Nem volt célbaérkező csapat. | Nem volt célbaérkező csapat.                                              | Nem volt célbaérkező csapat.      |
| mezeifutás 8 km        | Szemerei Levente Szekszárdi Sportközpont                                   | 22:55                        | Bicsák Bence PSN Zrt                                                 | 23:01                        | Szögi István Sportolj Velünk SE                                           | 23:06                             |
| mezeifutás csapat      | Csere Gáspár Farkas Dárius Dani Áron BEAC                                  | 30                           | Szögi István Felber Balázs Nick Márton Sportolj Velünk SE            | 40                           | Tugyi Levente Iván Levente Hankó Dávid Diósgyőri VTK                      | 56                                |

### Nők
| Versenyszám            | Arany                                                                | Arany            | Ezüst                                                                        | Ezüst                      | Bronz                                                                 | Bronz                      |
| ---------------------- | -------------------------------------------------------------------- | ---------------- | ---------------------------------------------------------------------------- | -------------------------- | --------------------------------------------------------------------- | -------------------------- |
| 100 m                  | Kozák Luca Debreceni SC-SI                                           | 11,63            | Takács Boglárka Alba Regia AK                                                | 11,66                      | Csóti Jusztina Ferencvárosi TC                                        | 11,77                      |
| 200 m                  | Takács Boglárka Alba Regia AK                                        | 23,66            | Nádházy Evelin Gödöllői EAC                                                  | 23,84                      | Csóti Jusztina Ferencvárosi TC                                        | 23,88                      |
| 400 m                  | Nádházy Evelin Gödöllői EAC                                          | 53,00            | Molnár Janka Budafoki MTE                                                    | 53,24                      | Répássy Hanna MTK                                                     | 55,56                      |
| 800 m                  | Bartha-Kéri Bianka Sportolj Velünk SE                                | 2:01,87          | Ferencz Anna TFSE                                                            | 2:02,72                    | Heffner Hédi BEAC                                                     | 2:06,36                    |
| 1500 m                 | Varga Gréta Sportolj Velünk SE                                       | 4:16,21          | Urbán Zita Bp. Honvéd                                                        | 4:21,92                    | K. Szabó Gabriella Debreceni SC-SI                                    | 4:24,21                    |
| 5000 m                 | Böhm Lilla Bp. Honvéd                                                | 16:31,31         | Szabó Nóra Margitszigeti AC                                                  | 16:41,16                   | Merényi Panna Bp. Honvéd                                              | 17:56,32                   |
| 10 000 m               | Szabó Nóra Margitszigeti AC                                          | 33:57,70         | Merényi Panna Bp. Honvéd                                                     | 36:44,93                   | Zákányi Panna Diósgyőri VTK                                           | 39:54,22                   |
| maraton                | Erdélyi Zsófia Újpesti TE                                            | 2:42:24          | Szabó Tünde Pécsi VSK                                                        | 2:50:41                    | Ménes Anita Tiszakécske VSE                                           | 2:53:47                    |
| 100 m gát              | Kozák Luca Debreceni SC-SI                                           | 12,86            | Kerekes Gréta Debreceni SC-SI                                                | 13,06                      | Répási Petra Ferencvárosi TC                                          | 13,75                      |
| 400 m gát              | Molnár Janka Budafoki MTE                                            | 56,03            | Mátó Sára Alba Regia AK                                                      | 57,05                      | Mohai Regina Alba Regia AK                                            | 59,14                      |
| 3000 m akadály         | Tóth Lili Anna Bp. Honvéd                                            | 9:40,81          | Varga Gréta Sportolj Velünk SE                                               | 9:50,63                    | Kácser Zita Debreceni SC-SI                                           | 10:19,94                   |
| 4 × 100 m váltó        | Sulyán Alexa Pótha Johanna Simon Virág Nádházy Evelin Gödöllői EAC   | 45,87            | Mészáros Luca Mátó Sára Takács Boglárka Mohai Regina Alba Regia AK           | 46,06                      | Skriván Bíbor Bottlik Judit Bognár Anna Farkas Petra Bp. Honvéd       | 46,73                      |
| 4 × 200 m váltó        | Mohai Regina Mátó Sára Enesei Rita Takács Boglárka Alba Regia AK     | 1:38,31          | Furulyás Lili Kovács Anna Nagy Pálma Muszil Ágnes Zalaegerszegi AC           | 1:40,95                    | Ledinszky Virág Füleky Dorottya Mandeville Dominika Fodor Júlia Vasas | 1:40,97                    |
| 4 × 400 m váltó        | Simon Virág Dobránszky Laura Németh Nóra Nádházy Evelin Gödöllői EAC | 3:43,78          | Kéri Bettina Hadnagy Zsóka Mező Zsófia Bartha-Kéri Bianka Sportolj Velünk SE | 3:47,70                    | Enesei Rita Zsiga Mónika Mohai Regina Mátó Sára Alba Regia AK         | 3:48,68                    |
| 4 × 800 m váltó        | Jánosi Lilla Janositz Gréta Heffner Hédi Ohn Kinga BEAC              | 9:12,21          | Több induló nem volt.                                                        | Több induló nem volt.      | Több induló nem volt.                                                 | Több induló nem volt.      |
| 5000 m gyaloglás       | Madarász Viktória Újpesti TE                                         | 21:56,37         | Kovács Barbara Békéscsabai AC                                                | 22:19,06                   | Récsei Rita Bp. Honvéd                                                | 23:22,70                   |
| 20 km gyaloglás        | Kovács Barbara Békéscsabai AC                                        | 1:33:23          | Récsei Rita Bp. Honvéd                                                       | 1:39:46                    | Bánhidi Eszter Bp. Honvéd                                             | 1:44:16                    |
| 35 km gyaloglás        | Récsei Rita Bp. Honvéd                                               | 3:19:07          | Több célbaérkező nem volt.                                                   | Több célbaérkező nem volt. | Több célbaérkező nem volt.                                            | Több célbaérkező nem volt. |
| magasugrás             | Szabó Barbara Újpesti TE                                             | 1,79 m           | Krizsán Xénia MTK                                                            | 1,76 m                     | Renner Luca MTK                                                       | 1,73 m                     |
| rúdugrás               | Klekner Hanga Debreceni SC-SI                                        | 4,25 m           | Garamvölgyi Petra Pécsi VSK                                                  | 4,20 m                     | Szabó Diana MTK                                                       | 3,90 m                     |
| távolugrás             | Farkas Petra Bp. Honvéd                                              | 6,58 m           | Lesti Diana Tatabányai SC                                                    | 6,42 m                     | Nguyen Anasztázia MTK                                                 | 6,23 m                     |
| hármasugrás            | Áts Viktória Tatabányai SC                                           | 12,79 m          | Hargitai Vanda MTK                                                           | 12,32 m                    | Szabó Beatrix MTK                                                     | 12,27 m                    |
| súlylökés              | Márton Anita Békéscsabai AC                                          | 15,95 m          | Veiland Violetta Szegedi VSE                                                 | 15,02 m                    | Losonczi Blanka Szegedi VSE                                           | 13,70 m                    |
| diszkoszvetés          | Kerekes Dóra Nyíregyházi SC                                          | 53,39 m          | Márton Anita Békéscsabai AC                                                  | 53,13 m                    | Kövér Fanni VEDAC                                                     | 47,13 m                    |
| kalapácsvetés          | Gyurátz Réka Dobó SE                                                 | 68,90 m          | Németh Zsanett Dobó SE                                                       | 60,42 m                    | Viszkeleti Villő Dobó SE                                              | 59,10 m                    |
| gerelyhajítás          | Szilágyi Réka Debreceni SC-SI                                        | 60,67 m          | Kövér Fanni VEDAC                                                            | 54,40 m                    | Moravcsik Angéla MTK                                                  | 53,85 m                    |
| hétpróba               | Szűcs Szabina Kecskeméti ARC                                         | 5360             | Barna Patrícia Kecskeméti ARC                                                | 4994                       | Marosi Viktória MTK                                                   | 4802                       |
| hétpróba csapat        | Szűcs Szabina Barna Patrícia Kovács Nóra Kecskeméti ARC              | 14679            | Több induló nem volt.                                                        | Több induló nem volt.      | Több induló nem volt.                                                 | Több induló nem volt.      |
| félmaraton             | Kácser Zita Debreceni SC-SI                                          | 1:19:40          | Szabó Tünde Pécsi VSK                                                        | 1:20:20                    | Nagy Julianna Margitszigeti AC                                        | 1:20:33                    |
| félmaraton csapat      | Molnár Valéria Jánosi Lilla Tüttő Júlia BEAC                         | 4:33:05          | Garai Ágnes Cseke Lilla Matus-Tóth Andrea ELTE SE Sashegyi Gepárdok          | 4:33:14                    | Csáki Enikő Fekete Andrea Szőke Cecília Ferencvárosi TC               | 4:39:31                    |
| maraton csapat         | Cseke Lilla Garai Ágnes Hegyi-Sági Adrienn ELTE SE Sashegyi Gepárdok | 9:23:54          | Több induló nem volt.                                                        | Több induló nem volt.      | Több induló nem volt.                                                 | Több induló nem volt.      |
| mezeifutás 5 km        | Böhm Lilla Bp. Honvéd                                                | 15:23            | Varga Gréta Sportolj Velünk SE                                               | 15:45                      | Urbán Zita Bp. Honvéd                                                 | 15:48                      |
| mezeifutás csapat      | Böhm Lilla Urbán Zita Mógor Boglárka Bp. Honvéd                      | 14               | Sárszegi Noémi Varga Eszter Molnár Sára PSN Zrt                              | 18                         | Hangya Adrienn Soós Fanni Szerencsés Lili PSN Zrt                     | 37                         |
| 20 km gyaloglás csapat | Récsei Rita Bánhidi Eszter Komoróczy Laura Bp. Honvéd                | 5:22:27          | Több induló nem volt.                                                        | Több induló nem volt.      | Több induló nem volt.                                                 | Több induló nem volt.      |
| 35 km gyaloglás csapat | Nem volt induló.                                                     | Nem volt induló. | Nem volt induló.                                                             | Nem volt induló.           | Nem volt induló.                                                      | Nem volt induló.           |

## Téli dobóbajnokság
Férfiak
| Versenyszám   | Arany                            | Arany   | Ezüst                   | Ezüst   | Bronz                          | Bronz   |
| ------------- | -------------------------------- | ------- | ----------------------- | ------- | ------------------------------ | ------- |
| diszkoszvetés | Szikszai Róbert Nyíregyházi SC   | 60,35 m | Sólyom László Tamási AC | 51,98 m | Strigencz Zalán VEDAC          | 49,93 m |
| kalapácsvetés | Rába Dániel Dobó SE              | 72,52 m | Pars Krisztián Dobó SE  | 71,35 m | Pásztor Bence VEDAC            | 70,55 m |
| gerelyhajítás | Rivasz-Tóth Norbert Szolnoki MÁV | 74,26 m | Rab Attila Ikarus BSE   | 69,64 m | Herczeg György Ferencvárosi TC | 69,30 m |

Nők
| Versenyszám   | Arany                         | Arany   | Ezüst                           | Ezüst   | Bronz                      | Bronz   |
| ------------- | ----------------------------- | ------- | ------------------------------- | ------- | -------------------------- | ------- |
| diszkoszvetés | Kerekes Dóra Nyíregyházi YSC  | 52,13 m | Kövér Fanni VEDAC               | 45,24 m | Gyurátz Réka Dobó SE       | 42,14 m |
| kalapácsvetés | Gyurátz Réka Dobó SE          | 69,16 m | Németh Zsanett Dobó SE          | 62,07 m | Viszkeleti Villő Dobó SE   | 58,93 m |
| gerelyhajítás | Szilágyi Réka Debreceni SC-SI | 61,69 m | Bogdán Annabella Békéscsabai AC | 54,26 m | Makai Anna Szolnoki Honvéd | 47,82 m |